# Hanva
Hanva (szlovákul Chanava) község Szlovákiában, a Besztercebányai kerület Rimaszombati járásában.

## Fekvése
Tornaljától 6 km-re délre, a Sajó jobb partján fekszik.

## Nevének eredete
Neve a magyar Hanva nemzetségnévből származik. Többféleképpen írták: Honwa, Honua, valamint Kuzephonua vagyis Közép-Hanva; régebben még Hamva néven is ismerték.

## Története
Hanvát 1266-ban "Honua" néven említi oklevél először. 1293-ban "Apathrevy ~ Apathrewy" vagyis Apát réve néven említett hely létezett Hanva határában, egy átkelőhely a Sajón. 1295-ben a település „Hanua” alakban szerepel. A község a honfoglalás után a Hanva nemzetség szállásterületének központja lett. E nemzetség szállásföldjén a 13. században 12 Hanva nevű falu alakult ki, ezt a sajátosságot ikerfalvaknak nevezzük. A középkorban a mai Templomdombon állt a nemzetség monostora, amely azonban nyomtalanul elpusztult.
A falu a 16. században a Hanvay, a Darvas család és más nemesek birtoka. Az 1773-as urbárium szerint 31 jobbágy és 12 zsellércsalád lakta. 1828-ban 117 házában 1352 lakos élt, akik főként mezőgazdasággal foglalkoztak. 1851 szeptembere és 1868 között a falu református lelkésze volt Tompa Mihály költő. Tompa vendégeként itt töltötte 1855 nyarát családjával Arany János.
Vályi András szerint: „HANVA. Magyar falu Gömör Várm. földes Urai Darvas, és több Urak, lakosai reformátusok, fekszik Rozsnyótól 5, Putnoktól 1 1/2, Rimaszécstől pedig 1 mértföldnyire, réttye az egész Vármegyében leg jelesebb, mind terjedésére, mind pedig termékenységére nézve, legelővel a’ szomszéd helységeket is segíti, földgye termékeny, 3 nyomásbéli, erdeje tsekély, piatza Rozsnyón.”
Fényes Elek szerint: „Hamva, magyar falu, Gömör vmegyében, felülről Runya, alólról Lénárdfala helységek szomszédságában rónaságon; a helységnek fele ugyan valamivel emelkedettebb helyen fekszik. Van a reformatusoknak nagy templomjok. A lakosok száma 922-re megy. Mindnyájan magyarul eredetileg beszélnek. Van 32 urbéri, 48 6/8 majorsági telek, 900 hold legelő, erdő semmi; szántófölde a mellett hogy mindent, egyszersmind bő mértékben terem, szénája sok és jó; a marhatenyésztést kedveli a jómódu adófizető nép. Ezenkivül birják Darvas, Hanvai Sándor, Ferencz, Hevessi stb. urak. Ut. p. Putnok.”
Gömör-Kishont vármegye monográfiája szerint: „Hanva, sajóvölgyi magyar kisközség, 176 házzal és 852 ev. ref. vallású lakossal. E község már 1200-ban Hunth Zsigmondot uralta. 1323-ban Hanvay Miklós és Hunth Ádám, János és Sándor egyezséglevelében szerepel. 1352-ben kolostora is említve van, melynek azonban ma már nyoma sincsen; kétségtelen azonban hogy a kolostor a mai Darvas-féle kúria helyén állott, mert a háznak 1862-ben történt átalakítása alkalmával a kolostorra emlékeztető leleteket találtak. 1427-ben a Hanvayaknak 30 jobbágyportájuk volt itt, a mi azt bizonyítja, hogy akkor már tekintélyes község volt. 1550-ben Ferdinánd király új adományt ad a községre a Soldos, Hanvay, Darvas, Nagyszáju, Sándor, Szkárosi, (másként Fityke) és a Kerepeczy családnak. Mivel e község szép leányairól volt híres, 1676-ban az egri pasa megparancsolta, hogy minden szép nőt vigyenek eléje. A kétségbeesett lakosok a vármegyétől kértek oltalmat és tényleg csak a vármegye erélyes közbelépése tudta meggátolni azt, hogy az egri pasa furcsa kivánsága teljesüljön. A pasa kivánságától a községbeli asszonyok és leányok annyira megijedtek, hogy a parancs ismétlésétől tartva, férfi-ruhába öltözködtek és évekig így jártak-keltek, ezzel akarva a törököket félrevezetni, míg végre a vármegye kénytelen volt a nőket a férfi-ruha viselésétől, súlyos büntetés terhe alatt eltiltani. A török idők emlékét tartja fenn a Hanvay József birtokán levő, u. n. »basa kútja«. A község későbbi birtokosaiul megmaradtak a Hanvay és a Darvas családok és ma is azok. A községben levő két úrilak szintén e két család, illetőleg Hanvay Zoltán és özv. Darvas Pálné tulajdona. E községben élt és halt meg Tompa Mihály, kinek síremléke a templomdombon van felállítva. Hanvához tartoznak Ipolnok, Baranivölgy, Alsó és Csizi tanya, Hegyfő és Krizsán puszták. E két utóbbi azelőtt szintén község volt, illetőleg Krizsán puszta határán feküdt azelőtt Hanva község, mely a tatárjáráskor elpusztult és csak később telepitették a mai helyére. Az a rész maig is a »falu helye« nevet viseli. Hegyfő 1425-ben Hegy néven, a Szécsényiek birtoka és 1550-ben is szerepel Ferdinánd királynak fentemlített új adománylevelében. Krizsán 1427-ben Kyrsan néven szintén mint a Hanvayak birtoka van említve. Közelében feküdt hajdan Thukai község is, mely 1427-ben, de még 1476-ban is ugyancsak a Hanvay család birtoka volt. A községben levő ev. ref. templom 1848-ban épült. A posta Bánrévén van, a távíró és vasúti állomás Csizen.”
Trianonig Gömör és Kishont vármegye Putnoki járásához tartozott. 1938 és 1944 között újra Magyarország része volt.

## Népessége
| Év:            | 1994. | 2004.   | 2014.   | 2024.   |
| -------------- | ----- | ------- | ------- | ------- |
| Emberek száma: | 673   | 708     | 697     | 715     |
| Eltérés:       |       | +5,20 % | -1,55 % | +2,58 % |

| Év:            | 2023. | 2024.   |
| -------------- | ----- | ------- |
| Emberek száma: | 708   | 715     |
| Eltérés:       |       | +0,98 % |

1910-ben 811-en, túlnyomórészt magyar anyanyelvűek lakták.
2011-ben 710 lakosából 616 magyar és 55 szlovák volt.

## Nevezetességei
- Református temploma 1830-ban épült. A Szlovákiai Református Keresztyén Egyház zsinatának helyszíne 2002. október 28-án és október 29-én, ahol az ismételten megválasztott Erdélyi Géza letette püspöki esküjét.
- A klasszicista stílusú Hanvay-kúria.
- Itt nyugszik Tompa Mihály költő, aki a falu református lelkésze volt. Sírboltja a templom közelében található. A sírhoz vezető lépcső bal oldalán 1940-ben készített mellszobra áll. A sírkövön olvasható verset Arany János írta.
- A Basa kútjának nevezett forráshoz török kori hagyomány fűződik, melyet Tompa Mihály költeményben örökített meg.

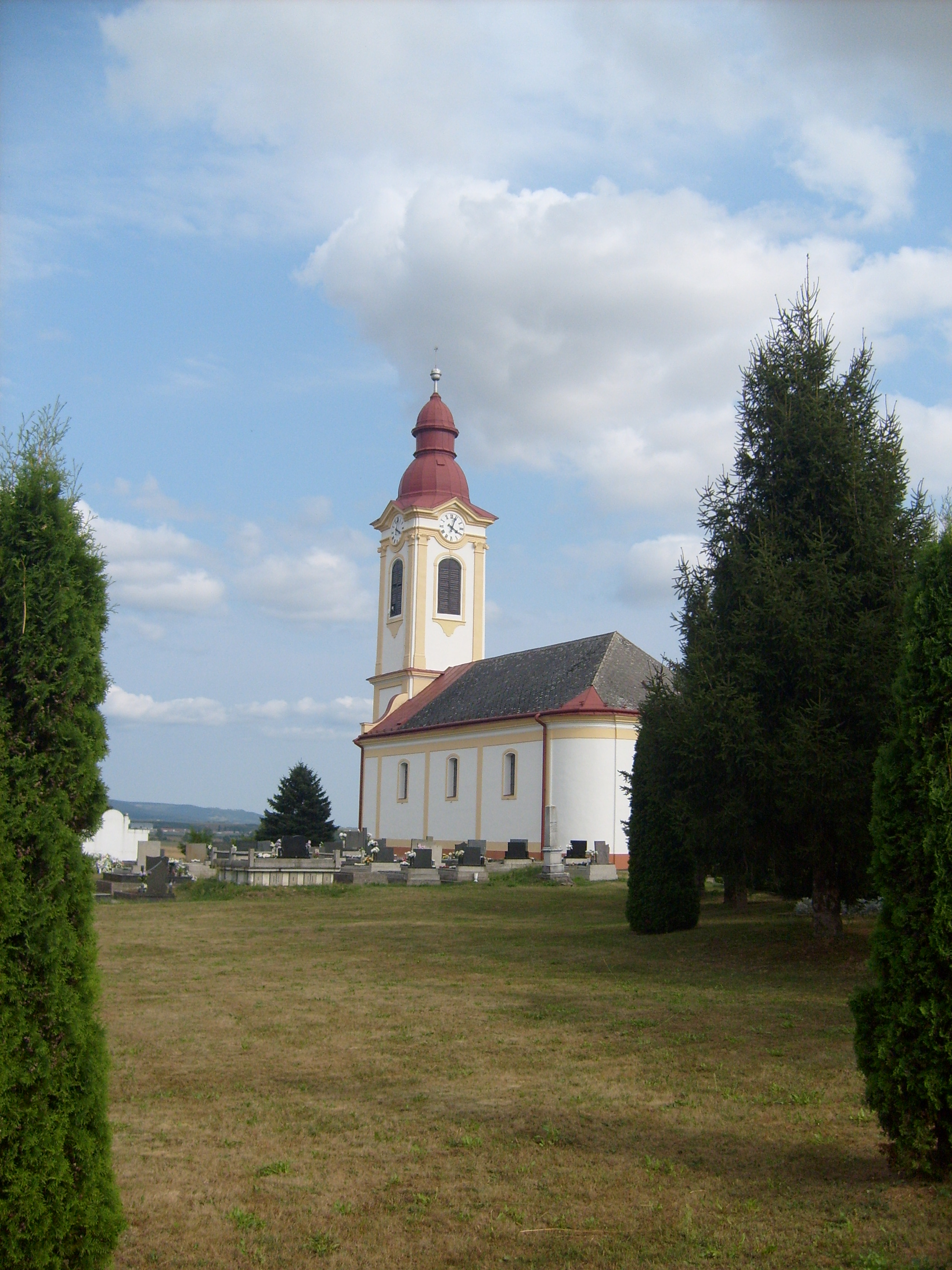
A református templom
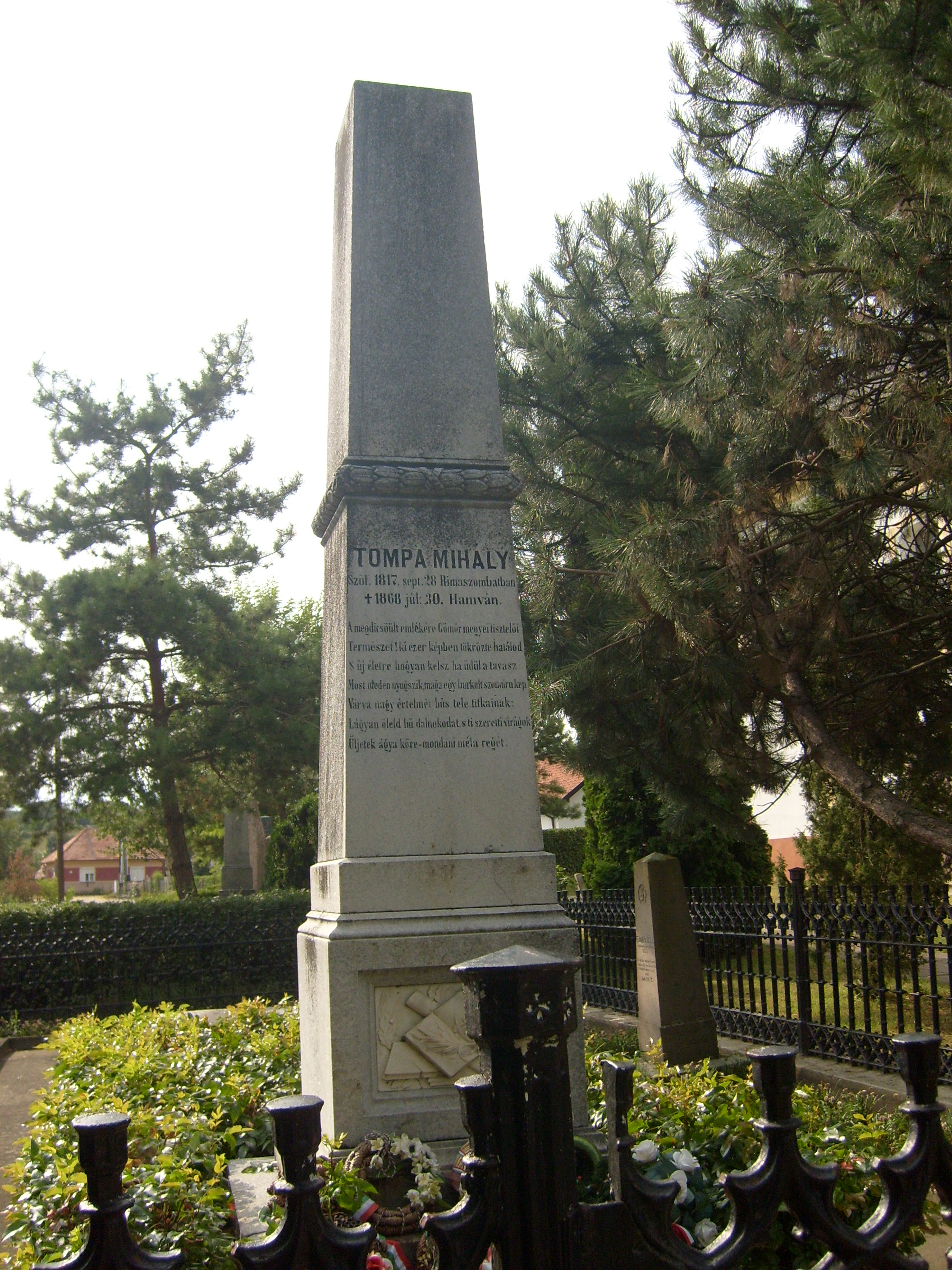
Tompa Mihály sírja
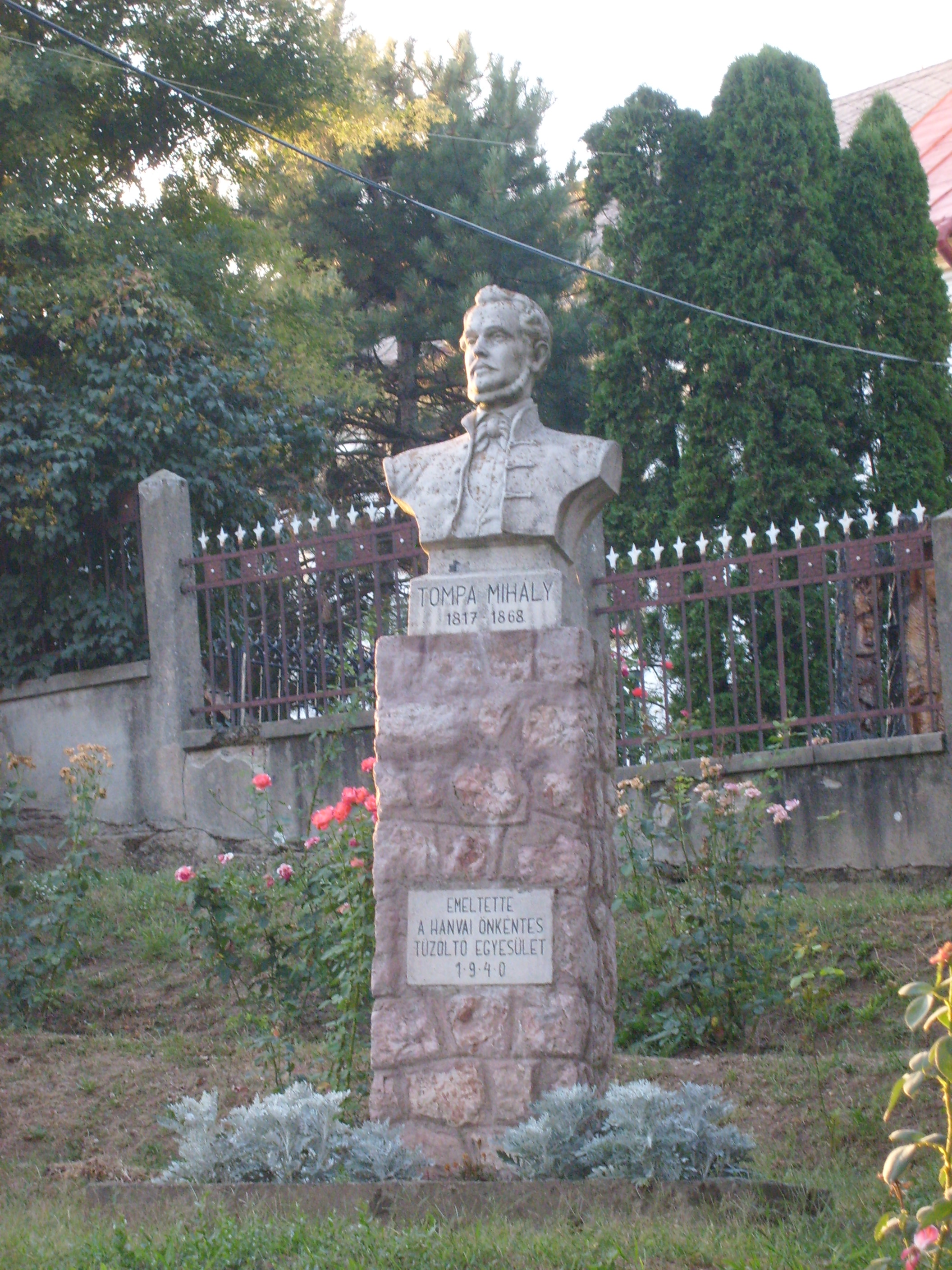
Tompa Mihály szobra
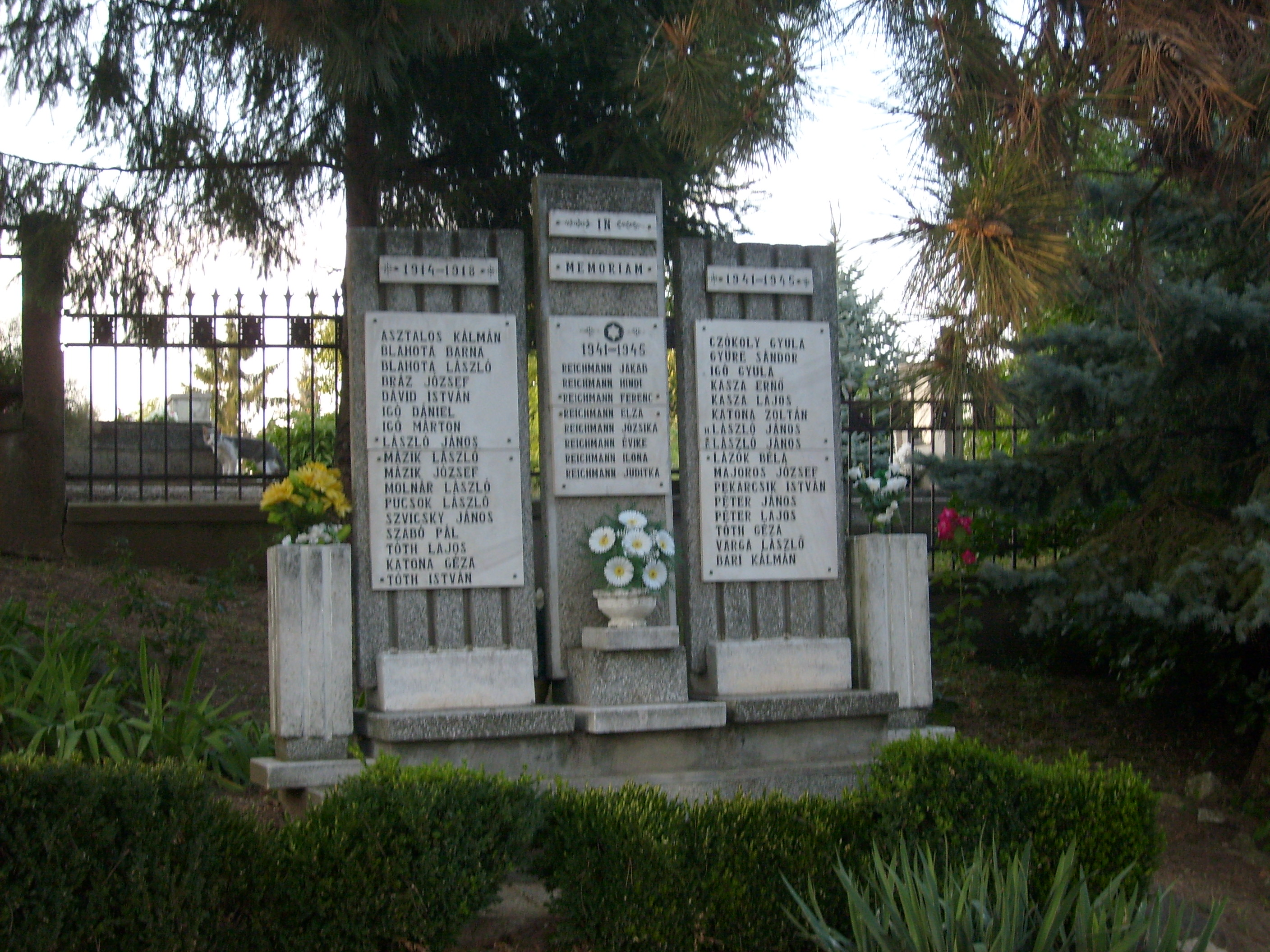
Hősi emlékmű
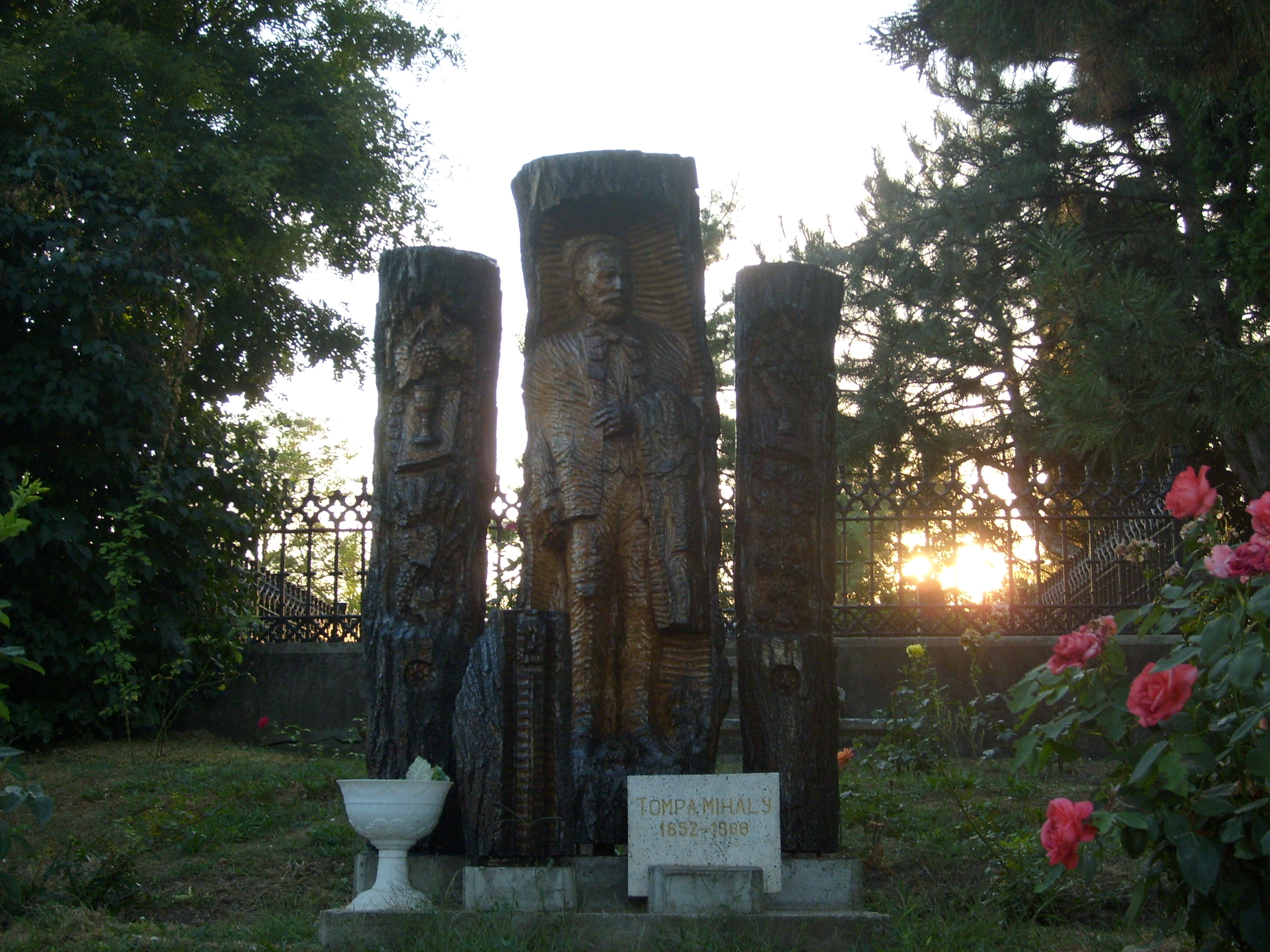
Tompa Mihály-emlékmű

## Neves személyek
- Itt élt 1852-től haláláig (1868) Tompa Mihály költő.
- Itt született 1787-ben Majoros András református akadémiai tanár, költő, tankönyvíró.
- Itt született 1840-ben Hanvay Zoltán földbirtokos, sportember, kinológus, az MKE választmányi tagja.
- Itt született 1876-ban Király Andor az 1908-ban létrehozott Kistarcsai Gép- és Vasútfelszerelési Gyár Részvénytársaság igazgatója.
- Itt született Igó Aladár (1931-2016) népi fafaragó- és festőművész. Munkásságát a Magyar Köztársasági Érdemrend tisztikeresztjével is megtisztelték.
- Itt született 1940. július 4-én László Béla matematikus, egyetemi tanár.
- Itt született 1940. január 14-én Tóth Elemér költő, író, műfordító, szerkesztő.[7]
- Itt hunyt el 1875-ben Soós Miklós református lelkész.
- Itt hunyt el 1876-ban Csizi János református lelkész, költő.